# Agylla flavicornis
Agylla flavicornis är en fjärilsart som beskrevs av Rothschild 1912. Agylla flavicornis ingår i släktet Agylla och familjen björnspinnare. Inga underarter finns listade i Catalogue of Life.